# 7770 Siljan
7770 Siljan è un asteroide della fascia principale. Scoperto nel 1992, presenta un'orbita caratterizzata da un semiasse maggiore pari a 2,8924192 UA e da un'eccentricità di 0,0822075, inclinata di 3,34647° rispetto all'eclittica.